# Netgear
Netgear — американская компания, производитель сетевого оборудования для малых и средних предприятий и бытовых пользователей. Штаб-квартира — в Сан-Хосе, представительства в 25 странах мира.
В сегменте продукции для дома основные виды продукции — сетевые системы хранения, беспроводные маршрутизаторы, медиаплееры, сетевые адаптеры; для организаций производятся также точки доступа и системы управления ими, коммутаторы, контроллеры беспроводной сети, системы безопасности, включая аппаратные брандмауэры. Для обнаружения коммутаторов разработан собственный специализированный протокол — Netgear NSDP.
По состоянию на 2010 год по данным Gartner занимала 1-е место в мире по поставкам устройств хранения стоимостью до $5 тыс.. В 2018 году выделила подразделение по производству бытовых систем видеонаблюдения в самостоятельную компанию Arlo.